# Sogni appesi
Sogni appesi è un brano musicale del cantautore italiano Ultimo, dodicesima traccia del primo album in studio Pianeti, pubblicato il 6 ottobre 2017.
Il brano è stato certificato doppio disco di platino dalla FIMI per le oltre 100 000 copie vendute in Italia.

## Descrizione
A seguito della pubblicazione del brano, Ultimo ne ha spiegato il significato:
La canzone ha assunto rilevanza soprattutto per un verso che è poi diventato un motto per il cantante, il quale è solito ripeterlo più volte nell'esecuzione del brano durante i propri concerti. Come spiega egli stesso, infatti:
Il brano è stato eseguito per la prima in televisione durante il Concerto del Primo Maggio 2018 (insieme a Il ballo delle incertezze) e ha costituito la chiusura in scaletta del concerto allo Stadio Olimpico di Roma, tenuto dal cantautore il 4 luglio 2019.

## Video musicale
Il 26 giugno 2017 è stato pubblicato sul canale YouTube dell'etichetta Honiro il video della versione acustica registrata in studio, pianoforte e voce, della canzone. Il 4 luglio 2020, un anno dopo il concerto La Favola, è stato invece pubblicato sul canale YouTube del cantante il video live dallo Stadio Olimpico di Roma del brano.

## Classifiche
| Classifica (2019) | Posizione massima |
| ----------------- | ----------------- |
| Italia            | 39                |